# Scaevola burnettii
Scaevola burnettii är en tvåhjärtbladig växtart som beskrevs av W.N.Takeuchi. Scaevola burnettii ingår i släktet Scaevola och familjen Goodeniaceae. Inga underarter finns listade i Catalogue of Life.